# Airspeed AS.5 Courier
L'Airspeed AS.5 Courier est un avion de transport léger six places. Il a effectué son premier vol le 11 avril 1933, c'est le premier avion britannique construit en série (16 exemplaires au total) avec un train escamotable.

## Un avion de raid pour Alan Cobham
Spécialiste des vols à longue distance, Sir Alan Cobham fut aussi un des pionniers du ravitaillement en vol. Il avait en projet une liaison entre la Grande-Bretagne et les Indes sans escale. C’est pour les besoins de ce raid que A. Hessell Tiltman dessina un monoplan à aile basse cantilever en bois, doté d’un train classique escamotable et d’une cabine entièrement fermée. Commencé à York, acheté à Portsmouth, le prototype du AS.5 Courier [G-ABXN] effectua son premier vol le 10 avril 1933 avec un moteur Armstrong Siddeley Lynx IVC de 240 ch en étoile.
Durant un an Alan Cobham fit de nombreux essais de ravitaillement en vol, le ravitailleur utilisé étant un Handley-Page W.10. Durant cette période l’avion fut accidenté légèrement à deux reprises, et réparé à chaque fois. Le 24 septembre 1934 Cobham décolla de Portsmouth pour l’Inde, mais la tentative se termina par un atterrissage forcé à Malte, la commande des gaz s’étant brisée en vol. Ramené en Grande-Bretagne après réparation, l'unique Airspeed AS.5 fut cédé à la RAF en 1939.

## Les différents modèles

### Airspeed AS.5A Courier
11 appareils de série, aménagés pour le transport de 5 passagers avec un pilote. Le premier [G-ACJL] participa en 1934 à la fameuse MacRobertson Air Race entre la Grande-Bretagne et l’Australie, terminant sixième. Il fut ensuite vendu sur place et réimmatriculé [VH-UUF]. Les autres furent utilisés comme avions de transport léger. Cet appareil ayant des caractéristiques aérodynamiques intéressantes, un exemplaire fut acheté par l’Air Ministry [K4047] en 1934. Remotorisé avec un Armstrong Siddeley Cheetah IX de 360 ch, il fut utilisé par le Royal Aircraft Establishment de Farnborough jusqu’à un accident fatal le 14 juillet 1943. Cinq furent achetés en 1936 pour livraison aux Républicains espagnols. Les partisans de la neutralité de la Grande-Bretagne dans le conflit espagnol s’opposèrent à la livraison. Deux employés d’Airspeed Ltd tentèrent alors de voler le [G-ACVE], mais Arthur Gargett fut tué dans l’affaire et Joseph Smith écopa de 4 mois de prison.

### Airspeed AS.5B Courier
Deux exemplaires à moteur Armstrong Siddeley Cheetah V de 277 ch. Ils seront par la suite mis au standard AS.5 avant livraison à la RAF.

### Airspeed AS.5C Courier
Un appareil [G-ACNZ] acheté par le motoriste Napier pour la mise au point de son moteur Napier Rapier IV (en) de 325 ch. Mis par la suite au standard AS.5, il fut vendu à la RAF en 1939.

### Airspeed AS.5J Courier
Un appareil [G-ACVG], destiné à l’Inde, et converti par la suite en AS-5A avant livraison comme [VT-AFY].

## 9 AS.5A Courier dans la RAF
En 1939 la RAF réquisitionne 9 AS.5A encore en état de vol au profit de la National Air Communication Unit [X9342/9347 (le serial X9347 semble avoir été attribué à deux appareils), X9394 et X9427 (ex G-ABXN)]. Ces appareils furent ensuite répartis entre divers Communication Flights. Un seul survivra à la guerre [G-ACVF, X9347, G-AVCF]. Il sera démantelé en décembre 1947.